# August zu Sayn-Wittgenstein-Hohenstein

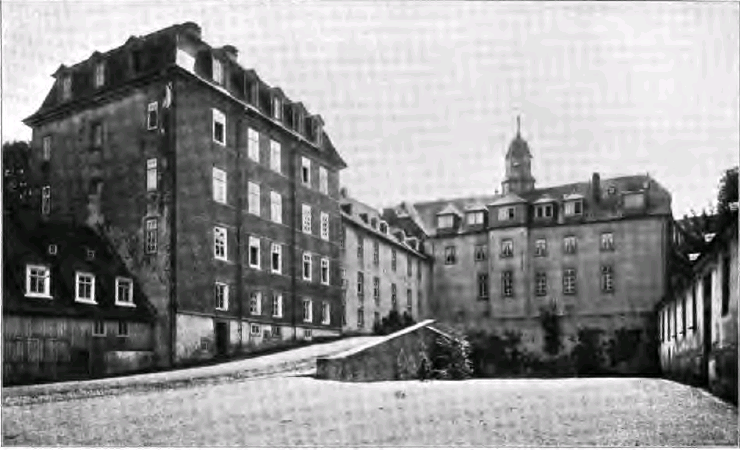
Foto van Schloss Wittgenstein uit 1903 door Albert Ludorff

August Alexander Ludwig Ferdinand Alexis Karl Wilhelm Moritz Albrecht Adalbert Fürst zu Sayn-Wittgenstein-Hohenstein (Bad Laasphe, Schloss Wittgenstein, 5 april 1868 − aldaar, 22 juni 1948) was sinds 6 april 1912 de 4e vorst en hoofd van het huis Sayn-Wittgenstein-Hohenstein.

## Biografie
Sayn-Wittgenstein-Hohenstein werd geboren als oudste zoon van Ludwig zu Sayn-Wittgenstein-Hohenstein (1831-1912), 3e vorst en hoofd van het huis zu Sayn-Wittgenstein-Hohenstein, en prinses Marie zu Bentheim und Steinfurt (1843-1931), dochter van Lodewijk Willem vorst van Bentheim en Steinfurt (1812-1890). Hij volgde na zijn overlijden zijn vader op als 4e vorst en hoofd van het huis. Zijn broer Georg (1873-1960) was in 1913 morganatisch getrouwd waardoor die tak van erfopvolging was uitgesloten. Zijn jongere broer Wilhelm (1877-1958) was tijdens die opvolging nog ongetrouwd, maar zou later eveneens morganatisch huwen en dus van erfopvolging worden uitgesloten. Daarop adopteerde hij bij familieverdrag van 3 mei 1927 zijn verwant Christian Heinrich zu Sayn-Wittgenstein-Hohenstein (1908-1983), prins uit het huis zu Sayn-Wittgenstein-Berleburg; deze adoptie werd gerechtelijk bevestigd op 7 juni 1927. Na het ongehuwd en kinderloos overlijden van diens adoptiefvader volgde hij die op als 5e vorst zu Sayn-Wittgenstein-Hohenstein.
In 1946 verkregen de dochter en jongste zoon van zijn broer Georg bij gerechtelijk besluit naamswijziging tot Prinz/Prinzessin zu Sayn-Wittgenstein-Hohenstein; hij keurde dit besluit op 11 februari 1947 goed.
Sayn-Wittgenstein-Berleburg was volgens familietraditie de 4e vorst zu Sayn-Wittgenstein-Hohenstein en voerde het predicaat Doorluchtigheid. Hij werd geboren op, bewoonde en overleed op het sinds 1359 in bezit zijnde stamslot Wittgenstein. Met hem stierf de wettelijke lijn Sayn-Wittgenstein-Hohenstein in 1948 uit.